# Sthenelais koepckei
Sthenelais koepckei är en ringmaskart som beskrevs av Hartmann-Schröder 1960. Sthenelais koepckei ingår i släktet Sthenelais och familjen Sigalionidae. Inga underarter finns listade i Catalogue of Life.